# Нечволодовский сельский совет Харьковской области
Нечволодовский сельский совет — входит в состав Купянского района Харьковской области Украины.
Административный центр сельского совета находится в селе Нечволодовка.

## История
- 1923 — дата образования.

## Населённые пункты совета
- село Нечволодовка

### Ликвидированные населённые пункты
- село Соляниковка